# Edmond About
Edmond François Valentin About (Dieuze, 14 febbraio 1828 – Parigi, 16 gennaio 1885) è stato uno scrittore, giornalista e critico d'arte francese.
Conobbe la celebrità grazie alle sue novelle dallo stile vivo, chiaro e conciso, e ai suoi romanzi che evocano situazioni immaginarie, spesso ispirate dai progressi della scienza, per i quali è considerato uno dei precursori della fantascienza. Si occupò anche di questioni politiche e religiose, in opere dall'impostazione volterriana.

## Biografia
Nacque a Dieuze, nel dipartimento della Mosella, nella regione francese della Lorena. Figlio di uno speziale, studiò in seminario, poi entrò al Lycée Charlemagne dove divenne un allievo brillante e ottenne il premio d'onore di filosofia al Concorso generale. Entrò in seguito all'École normale supérieure nel 1848, raggiungendo il secondo posto nel concorso nazionale di ammissione al quale Hippolyte Taine arrivò primo. Tra i suoi contemporanei di collegio, oltre a Taine, ci furono Francisque Sarcey, Challemel-Lacour e lo sfortunato Prevost-Paradol; fra tutti, About era considerato il più vitale, esuberante, brillante e «indisciplinato». Al termine della sua carriera in collegio, nel 1851 fu nominato membro della École française di Atene e soggiornò per due anni in Grecia insieme all'architetto Charles Garnier; tuttavia, egli stesso sosteneva di non aver mai avuto l'intenzione di perseguire la carriera di professore per la quale l'École Normale era una preparazione, per cui nel 1853 tornò in Francia e si dedicò alla letteratura e al giornalismo.
Fu probabilmente il più divertente scrittore anti-clericale del suo tempo. I suoi racconti hanno le qualità della migliore scrittura del XVIII secolo, potenziata da un moderno interesse per il proprio secolo. Le roi des montagnes (Il re delle montagne) è il suo romanzo più famoso. Nel 1854 About lavorava come archeologo presso la École française di Atene, dove notò che c'erano strani accordi tra i briganti e la polizia della Grecia moderna. Il brigantaggio stava diventando un'attività sicura e quasi rispettabile in Grecia. «Perché non renderla rispettabile e regolare?», si chiese About. «Perché qualche capo brigante, con buoni agganci, non converte la sua attività in una società per azioni?» Fu così che realizzò, nel 1856, uno dei più gradevoli romanzi satirici, Le roi des montagnes, che ridicolizza il mito romantico del pallikare, guerriero-bandito eroe della Guerra d'indipendenza greca.
Il suo libro sulla Grecia, La Grèce contemporaine (1855), che toccò la suscettibilità greca in quanto poneva l'accento sulla differenza tra il mito greco fondato sull'Antichità e la realtà contemporanea, fu un enorme successo. In Tolla (1855) About fu accusato di aver attinto troppo liberamente da una precedente biografia, pubblicata anonima a Parigi nel 1841, in lingua italiana, dal titolo Vittoria Savorelli, istoria del secolo XIX: il suo autore, probabilmente Antonio Coppi, ripercorreva l'infelice storia della giovane nobile forlivese Vittoria Savorelli, morta per delusione d'amore. Questo plagio suscitò pregiudizi contro di lui; e fu oggetto di numerosi attacchi, ai quali era sempre pronto a rendere la pariglia. Le Lettres d'un bon jeune homme, scritte per Le Figaro con lo pseudonimo di «Valentin de Quevilly», provocò a suo carico animosità anche maggiori che in precedenza.Negli anni successivi, con infaticabile energia -ma con sempre più significativo riconoscimento da parte del pubblico liberale francese- scrisse, tra l'altro, romanzi, articoli giornalistici di storia sociale e dell'arte, un'opera teatrale (non ebbe successo), un pamphlet incentrato, in coincidenza con l'Unità d'Italia, sulla 'questione romana': Rome Contemporaine.
Soggiornò in Egitto, negli anni 1867/68. Partecipò  al viaggio d'inaugurazione dell'Orient Express, nel 1881. Da questo suo continuo peregrinare, trasse spunti per l'elaborazione d'opere che lasciarono il segno: Le Roi des montagne; La Grèce contemporaine; nonché Le Fellah: ove si descrive di come un contadino egiziano allevato in Europa,  poi finisca col diventare una personalità nel proprio paese giungendo a nozze con una donna inglese affascinata dall'esotismo. De Pontoise à Stamboul è una parodia del famoso Itinéraire de Paris à Jérusalem di Chateaubriand.
Edmond About fu anche un  agguerrito critico d'arte, dispostissimo a schernire i pittori d'avanguardia. Le sue recensioni dei Saloni del 1855 e del 1857 (Voyage à travers l'Exposition des beaux-arts), di una gustosa verve comica, smontano le pretese del realismo di Gustave Courbet e richiamano alla prudenza di fronte a ciò che egli considera come una breccia aperta all'anarchia nell'arte.
Il suo atteggiamento nei confronti del Secondo Impero fu amichevole ma critico. Fu favorevole al ministero liberale di Émile Ollivier dell'inizio del 1870 e accolse di buon grado la guerra franco-prussiana. Tuttavia, per colpa della guerra perse la sua adorata casa nei pressi di Saverne in Alsazia, da lui comprata nel 1858 con i proventi dei suoi primi successi letterari. Con la caduta dell'impero divenne un repubblicano (nel 1871 aderì alla Terza Repubblica e sostenne la politica di Thiers) nonché un inveterato anti-clericale. Si fece conoscere come polemista: si lanciò nella battaglia contro la reazione conservativa che si fece strada durante i primi anni della repubblica. Dal 1872 in poi, per circa cinque o sei anni, il giornale repubblicano Le XIXe Siècle, da lui fondato e del quale egli era il corpo e l'anima, divenne un'influente potenza nel paese. Ma i repubblicani non gli perdonarono il ritardo nella sua conversione, e il suo zelo tardivo non venne mai ricompensato.
Il suo giornalismo, del quale si trovano esempi nelle due serie di Lettres d'un bon jeune homme à sa cousine Madeleine (1861 e 1863) e nella raccolta postuma Le dix-neuvieme siècle (1892) fu, per sua natura stessa, d'occasione. Stessa cosa può dirsi dei pamphlet, grandi e piccoli. I suoi testi teatrali, garbati, sono trascurabili. I suoi romanzi più importanti, Madelon (1863), L'Infâme (1867), i tre che compongono la trilogia del Vieille Roche (1866), e Le roman d'un brave homme (1880), sorta di risposta alla visione del lavoratore francese presentato ne L'Assommoir di Zola, contengono senza dubbio, scene notevoli e divertenti, ma si tratta di scene che spesso sembrano essere pensate per la scena, mentre descrizioni, dissertazioni, spiegazioni prendono piede troppo spesso nella sua prosa. La sua fama di cronista sociale e di umorista si riconnette  a Rome Contemporaine,  ove ritrae, con acume corrosivo, tutti i vizj e le copiose iniquità della Capitale tiberina negli anni di papa Mastai-Ferretti.
Edmond About fu, soprattutto,  autore comico, abile nell'arte della satira. Le sue opere migliori, in effetti, si ritrovano tra quei suoi scritti che includono una vis a tratti farsesca: Le nez d'un notaire (1862): nei primordi della narrativa di fantascienza in Francia, poiché inoltre approfondisce e solve, a suo modo, un tema connesso a precisa ricerca scientifica già in fieri dal tempo, per lo meno, di Tommaso Campanella; Le roi des montagnes (1856), Trente et quarante (1858), Le cas de M. Guérin (1862), Mariages de Paris (1856), L'Homme à l'oreille cassée (1862), Les Mariages de province (1868) furono altrettanti successi editoriali. È qui che il suo animus genuino, il suo brio, la sua vivacità, la fantasia che era in lui, trovano più spazio per muoversi. «Non potrai mai essere più di un piccolo Voltaire», gli disse una volta con sarcastica malignità uno dei suoi insegnanti quando egli era ragazzo. La profezia non si dimostrò vera, perché l'esprit de finesse d'About si discosta da quello di Voltaire su di un punto fondamentale: quello della visione democratica (e spiritualista) che About sempre coltivò, dei rapporti umani individuali e sociali. 
About fu anche massone, membro della Loggia "Saint-Jean de Jérusalem" di Nancy. Giunto con rapidità a contrasto con il vertice direttivo del Grand'Oriente di Francia, dove era stato iniziato nel 1861 dopo il suo lungo soggiorno romano, le sue opere non esprimono alcun riflesso del laicismo materialista proprio alla massoneria francese di fine Ottocento. 
Nel 1881, si stabilì con la famiglia al castello di Grouchy a Osny nella Val-d'Oise. Il 23 gennaio 1884 fu eletto membro dell'Académie française, ma morì prima di aver potuto pronunciare il suo discorso d'insediamento. 

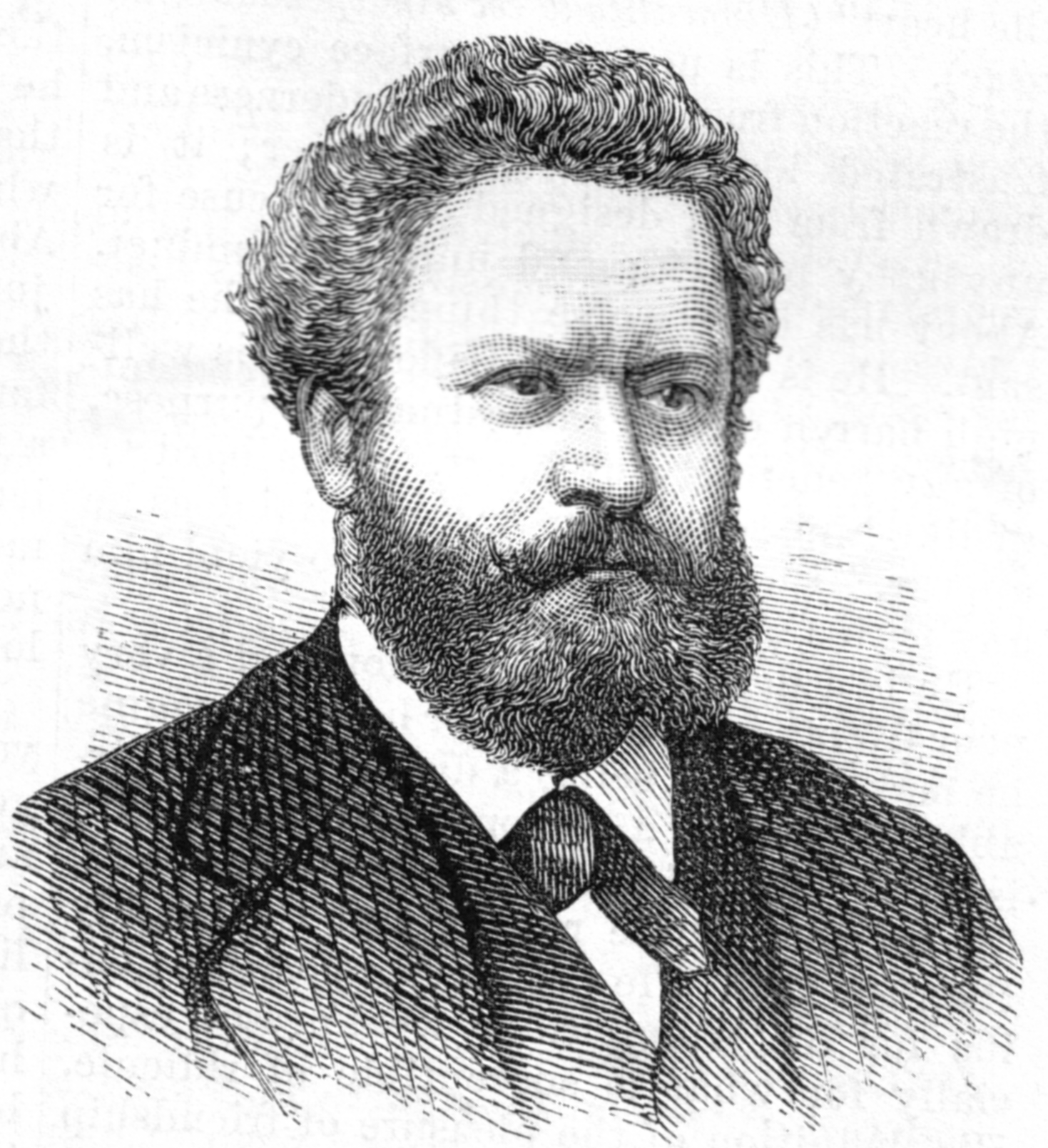
Edmond About nel 1875.

## Opere scelte
- 1854 – La Grèce contemporaine
- 1855 – Voyage à travers l'Exposition des beaux-arts
- 1856 – Les mariages de Paris
- 1856 – Le Roi des montagnes
- 1859 – La question romaine (Il Governo Pontificio o la Quistione Romana)
- 1860 – Rome contemporaine (tr. it.: "Roma contemporanea" , a cura di Ranucio Bianchi Bandinelli; Milano, 1953).
- 1862 – L'homme à l'oreille cassée
- 1862 – Le Nez d'Un Notaire (tr. it.: "Il naso di un notaio" , a cura di C. Magaldi Dotti; Firenze, 1975; ultima edizione italiana: Lupetti Editore, 2008  -a cura di M. Rizzardini).
- 1868 – Les Mariages de province
- 1869 – Le Fellah
- 1880 – Le Roman d'un brave homme
- 1884 – De Pontoise à Stamboul

La Prusse en 1860 (31 pagine, E. Dentu, Parigi) è una perfetta illustrazione dell'opinione favorevole che Edmond About aveva dell'Impero e di Napoleone III. Essa si manifesta in particolare in una germanofilia insistente, che si precisa in austrofobia (Stato organizzatore del trattato di Vienna, clericale) e in prussofilia (Stato più aperto, dinamico). Queste opinioni riflettono la politica in un primo tempo condotta da Napoleone III ma che si concluse, come ben sappiamo, dato il suo voltafaccia, dopo l'appoggio a Massimiliano d'Asburgo durante la sua avventura messicana, in fallimento. Più tardi, Woerth, Gravelotte e Sedan modificarono completamente l'immagine del Prussiano nell'opinione pubblica francese.